# Luigi Parazzi
Luigi Parazzi (Viadana, 19 luglio 1834 – Viadana, 16 settembre 1914) è stato un presbitero, bibliotecario e letterato italiano del XIX secolo e fondatore della Biblioteca Comunale di Viadana nel 1861.

## Biografia

### Giovane sacerdote
Luigi Parazzi nasce a Viadana il 19 luglio 1834, da Nicola falegname intagliatore e da Margherita Dall'Era tessitrice, residenti nella parrocchia di Santa Maria. Suoi fratelli sono Antonio (1823) monsignore, Pietro (1824) avvocato, Cesare (1828) morto in fasce, Lucia (1831), morta di colera a 24 anni, Cesare (1836), Achille (1842) avvocato e consigliere comunale. La famiglia è originaria di San Bartolomeo di Maissana, nell'entroterra di Sestri Levante, nella valle del Vara, allora arcivescovado di Genova, ora diocesi di Chiavari, provincia della Spezia. Si erano trasferiti a Viadana nella seconda metà del 600. Dal 1846 al 1851 frequenta il Ginnasio di Viadana.
Nel 1848 il padre muore all'età di cinquant'anni. La madre invece, a cui Parazzi era molto legato, morirà Il 7 agosto 1883 all'età di ottant'anni. Il 25 aprile arrivano a Viadana i volontari del Battaglione universitario toscano, che combatteranno il 29 maggio a Curtatone e Montanara. Tra questi vi sono Gherardo Nerucci e Augusto Conti, che diventeranno, in particolare il secondo, amici e corrispondenti di Parazzi. Nerucci in una sua lettera scrive questa testimonianza: «Ieri a Viadana appena giunti un drappello di donne, posto sulla piazza maggiore, ci venne incontro, offrendoci mazzi di fiori, poi un prete e un cittadino parlarono delle cose italiane e alla sera ci fu banda e illuminazione per tutto il paese». Il prete è don Costantino Avosani, prevosto di San Martino mentre il cittadino è Francesco Fiorio, professore del Ginnasio. 
Nel 1852 entra nel Seminario di Cremona; vi rimane fino al 1857. L'8 dicembre 1854 riceve la tonsura; gli ordini minori il 2 febbraio 1856; il suddiaconato il 22 marzo 1856; il diaconato il 20 dicembre 1856; il presbiterato il 6 giugno 1857. Il fratello Pietro si sposa e si trasferisce a Casalmaggiore. Nel 1855 quando Antonio diviene arciprete nella chiesa del Castello la famiglia si trasferisce nella casa arcipretale e risulta così composta: Antonio, la madre Margherita, i fratelli Luigi e Achille ed una domestica. Nel periodo dal 1858 al 1861 sarà ospite un cugino Luigi, figlio del fratello del padre, nato nel 1846 e con sette fratelli. Dal 4 ottobre 1857 subito dopo l'ordinazione sacerdotale, ricevuta a 23 anni, è a Correggioverde, frazione del Comune di Dosolo, come coadiutore dell'anziano prevosto Giuseppe Maria Poli e vi rimane fino al 2 novembre 1858. Da quel momento non avrà più cura d'anime. Nel 1858 si trasferisce a Viadana per ricoprire a partire dal 21 dicembre l'incarico di catechista nel Ginnasio Comunale, “per le sue doti intellettuali e personali”, al posto del fratello Antonio dimissionario. Il 23 novembre 1860 il Consiglio Comunale propone Parazzi come direttore spirituale del Ginnasio, la cui nomina spetta al Ministero della Pubblica Istruzione.
Fin dal 1848 i vescovi delle province liberate avevano celebrato la festa dello Statuto, estesa nel 1861 al Regno d'Italia. Il Parlamento delibera che la festa, indetta per il 2 giugno, sia abbinata a quella della proclamazione del Regno d'Italia. L'accostamento implica il riconoscimento dell'usurpazione dei territori pontifici e pertanto la maggioranza dei vescovi decide di non officiare le tradizionali funzioni religiose. Anche il vescovo di Cremona celebra solamente la festa dello Statuto. Ma i fratelli Parazzi con la tolleranza del vescovo, si comportano diversamente. Per celebrare la festa il Consiglio Comunale delibera che sia eretto nel prato della Rocca un altare per la celebrazione di una messa solenne con benedizione e consegna della bandiera alla guardia nazionale. Sui pregi e le caratteristiche di questa bandiera e sulla esecuzione dei ricami appare una corrispondenza di Luigi Parazzi sul Corriere cremonese del 26 giugno 1861. Il 6 giugno muore Cavour. Antonio Parazzi invita il sindaco per celebrare un solenne ufficio funebre, che si tiene il 21 giugno. Luigi recita un elogio che muove alle lacrime quasi tutto l'uditorio. Da molti viene richiesto di dare alle stampe il discorso, ma con la sua solita modestia Luigi si oppone. La cronaca dell'avvenimento è riportata dal Corriere cremonese del 22 giugno.

### Bibliotecario e insegnante
L'8 gennaio 1862 viene nominato direttore della Biblioteca Comunale, istituita nel maggio del 1861, ed il 13 agosto in occasione dell'inaugurazione tiene il discorso ufficiale manifestando apertamente il proprio patriottismo, oltre alla convinzione che la nuova istituzione sia strumento per formare il popolo e combattere l'ignoranza.
In occasione del passaggio di Giuseppe Garibaldi da Casalmaggiore Parazzi detta questa epigrafe posta all'ingresso del Municipio: «A Giuseppe Garibaldi / ospite del municipio casalese / nel giorno 2 aprile 1862 / applaude ogni ordine di cittadini / in riva al gran fiume / che nell'impeto innovatore imprevisto delle sue acque / adombra la virtù incomparabile dell'Italico eroe. Oh! Sopra un fiume fraterno / oltre le Alpi Giulie / discenda il magnanime / alle oppresse Nazioni auspice di libertà / congiunta al riscatto di Venezia e di Roma». I fratelli Parazzi aderisco all'Indirizzo al Papa promosso dal gesuita toscano e illustre teologo Carlo Passaglia, che era stato uomo di fiducia del conte di Cavour nel trattative fallite per una composizione pacifica della questione romana. L'appello è volto a indurre papa Pio IX a rinunciare spontaneamente al potere temporale. Sempre nel 1862 inizia la collaborazione di Parazzi al periodico pedagogico «La Gioventù», che dura un decennio. Altri suoi contributi appariranno via via nelle riviste fiorentine «Pietro Thouar», «Letture di famiglia» e infine «La Rassegna nazionale».
Nel 1863 è attento al dibattito in corso sulla questione della lingua italiana nell'ambito del quale egli si dichiara favorevole all'opinione dell'amico Augusto Conti. Nello stesso anno fonda la Libreria Circolante Femminile per soddisfare le richieste di un gruppo di donne desiderose di poter prendere in prestito libri da leggere adatti a loro. Viene aperta la Scuola Tecnica e Parazzi è nominato direttore spirituale.
Il vescovo Giuseppe Antonio Novasconi si conforma agli ordini della Curia romana disponendo che nella festa nazionale della prima domenica di giugno 1864 non si canti il Te Deum in tutta la diocesi. Antonio Parazzi, che già negli anni precedenti lo aveva cantato, indeciso sul comportamento da tenere, interpella don Carlo Tessaroli, suo amico e parroco di Cremona, il quale gli risponde che non avrebbe cantato il Te Deum. Anche l'Aroldi tenta di dissuaderlo. Pure Luigi Tosi parroco di Sabbioneta è dello stesso parere. Alla fine però Parazzi canta il Te Deum. Il 25 giugno 1865 pronuncia un discorso a Solferino per il sesto anniversario dei caduti nella battaglia combattuta nel 1859 durante la seconda guerra di indipendenza.
Nel 1867 assume l'incarico di delegato scolastico mandamentale, su proposta del Sindaco di Viadana, ancora una volta in sostituzione del fratello Antonio, dimissionario. Nel mese di novembre viene nominato direttore delle Scuole elementari per adulti di tutto il Comune. Nel 1868 partecipa all'Esposizione industriale, artistica e agricola organizzata a Mantova da Attilio Portioli, nella quale espone la macchina di sua invenzione, che aveva chiamato sferociclica, uno strumento didattico per lo studio dell'astronomia, che ha lo scopo di dimostrare i movimenti delle costellazioni. Per tale partecipazione riceve una medaglia di 2ª classe col titolo di "astronomo". Sospettando però che la sua invenzione possa richiamare su di lui troppa attenzione, la distrugge. Il 12 novembre la Giunta Comunale lo nomina professore di italiano nel Ginnasio comunale.
In vista dell'apertura del Concilio Vaticano I i fratelli Parazzi nel 1869, con l'intercessione di mons. Luigi Tosi, vicario capitolare di Cremona, sottopongono al presidente del Consiglio Luigi Federico Menabrea un Appello al clero italiano perché prenda posizione contro il dogma dell'infallibilità del papa. Il libello viene pubblicato anonimo dall’editore Treves di Milano col titolo Per il XX Concilio Ecumenico MDCCCLXIX. Appello ai parrochi, canonici, professori e moderatori dei seminari, e sacerdoti italiani, col sostegno finanziario del Governo.i
L'8 dicembre, dopo due richieste consecutive, ottiene dal Ministero della Pubblica Istruzione la patente provvisoria triennale di insegnante di lingua italiana, storia e geografia, ma il suo obiettivo è di ottenere quella definitiva, per la quale occorre offrire prova di attitudine didattica, che egli sostiene di poter dimostrare con le supplenze fatte negli anni 1859-1866 nelle scuole secondarie comunali, e per aver fatto parte più volte della Giunta per gli esami di licenza. Siccome il Comune avrebbe messo a concorso una cattedra, congeniale alla sua formazione, riservata a professori dotati di patente definitiva, egli ambisce ad ottenerla. La Giunta Municipale di Viadana lo assume come docente di italiano e storia nella classe 4° e di matematica nella 5ª nella Scuola Tecnica.
Il 1870 è l'anno in cui l'anticlericalismo tocca il culmine; la posizione del clero e dei cattolici liberali si è fatta estremamente difficile; dopo il Sillabo, il 20 luglio vi è la proclamazione del dogma dell'infallibilità del Papa che fa cadere ogni speranza di conciliazione tra Stato e Chiesa. Il 20 e il 27 novembre, poco dopo la Breccia di Porta Pia, si svolgono le elezioni politiche. Nel collegio cremonese vanno al ballottaggio Angelo Bargoni e Ippolito Longari Ponzone. L'elezione di Bargoni è determinata dai viadanesi a favore di un politico liberale-moderato; scelta su cui influiscono certamente i fratelli Parazzi. Di Angelo Bargoni scrive un elogio Innocenzo Frigeri, direttore della Scuola Tecnica, del seguente tenore: “Il tuo onorato vessillo, nella palestra elettorale politica – tenuto alto dalla viadanese maggioranza – vittorioso nel solenne giorno – 27 novembre 1870 – resta incolume appo noi – che lieti stringiamo la mano a te – Angelo Bargoni – cittadino integerrimo legislatore sapiente – Trionfa con te l'illuminato amor della patria”. L'anno dopo Bargoni opta per il collegio di Chioggia, per cui si tengono nuove elezioni nelle quali Longari Ponzone ha la meglio sul cremonese Pietro Vacchelli. In quei mesi inizia una lunga polemica, durata poi per decenni, sull'istruzione religiosa nelle scuole. Nel mese di giugno il consigliere comunale Mosconi propone la soppressione, a partire dal 1872, del posto di direttore spirituale nella Scuola Tecnica, che è ancora occupato da Luigi Parazzi. Il sindaco Giani cerca di spiegare che il posto è previsto dalla legge e che pertanto l'insegnamento della religione è da ritenersi obbligatorio; non conformarsi ad essa significa esporsi al rischio di perdere la parificazione della scuola. Rileva inoltre che il Parazzi presta gratuitamente la sua opera come direttore della Biblioteca Comunale e che rinuncerebbe a questo incarico qualora venisse soppresso il posto retribuito con cinquecento lire all'anno. Mosconi ribatte che l'insegnamento in questione è del tutto inutile data la scarsa frequenza alle lezioni di Parazzi. Sempre secondo lui bisogna anche considerare le difficoltà di bilancio e l'incompatibilità fra l'incarico di delegato scolastico mandamentale di Parazzi con quello di direttore spirituale. Alcuni consiglieri più tolleranti propongono il rinvio dell'argomento, considerato che nel mese di maggio è stato presentato al Parlamento un disegno di legge che vorrebbe sopprimere il posto in questione: questa proposta trova tutti d'accordo. La delibera comunale non ha seguito, poiché la legge Casati prevede l'insegnamento religioso. Questo verrà soppresso con la legge Coppino del 1877.
L'atteggiamento patriottico di Parazzi è confermato dalla commemorazione che egli tiene nel 1872 dell'arciprete viadanese Angelo Aroldi, in occasione del quale afferma: «Lo straniero apriva alla Chiesa la sinistra mano e serrava nella dritta il ferro appuntato all'italica famiglia; anche nelle curie spadronava, senza voler parere di farlo... Erano le prove supreme della pazienza nostra e della prudenza. Il Novasconi, il Tosi, l'Aroldi da Dio sospiravano come tutti sorti migliori...».
Nel 1873 essendo deceduto Longari Ponzone, viene eletto alla Camera Achille Arese, deputato della Destra. Parazzi è «trattenuto da infermità». La Società italiana di storia e archeologia di Roma gli conferisce il diploma di socio corrispondente. Nel 1874 Parazzi è direttore spirituale della Scuola Tecnica. Il 28 maggio 1876 ottiene da Vittorio Emanuele II l'onorificenza di cavaliere della corona d'Italia.
Nel mese di gennaio 1877 viene nominato insegnante di italiano, storia e geografia nella Scuola Tecnica per la durata di cinque anni. La decisione, presa all'unanimità dai consiglieri comunali presenti, richiama «le egregie qualità intellettuali, morali e sociali» del sacerdote assunto eccezionalmente senza concorso. Il 4 gennaio il ministro della Pubblica Istruzione Coppino lo incarica dell'insegnamento delle lettere italiane nelle classi superiori del Reale Collegio femminile di Verona; ma egli rinuncia, preferendo «per amore del natio loco» tenere fede all'impegno assunto col Comune di Viadana di insegnare l'italiano nella Scuola Tecnica pareggiata di Viadana. Nel mese di maggio presenta le dimissioni da delegato scolastico mandamentale al Ministro della Pubblica Istruzione e viene sostituito. Il 15 ottobre ottiene, con decreto del Ministro Coppino, la sospirata abilitazione all'insegnamento della lingua italiana, della storia e della geografia. L'8 dicembre scrive una lettera al Ministero della Pubblica Istruzione esponendo tutte le sue perplessità sulla reale applicabilità della nuova legge sull'obbligo scolastico (Legge Coppino), soprattutto per la difficoltà che vi sarebbe stata in seguito al raddoppio dei bambini frequentanti che avrebbe richiesto il doppio delle aule e dei maestri. Propone altresì alcune soluzioni pratiche. In quell'anno vi sono contrasti del vescovo Geremia Bonomelli con i fratelli Parazzi. Nel resoconto della sua visita pastorale a Viadana il 29 dicembre traccia di Antonio questo profilo: “ ... ha molto ingegno e cultura, ebbe idee pessime, ora forse si è ricreduto, cura bene la sua parrocchia, ha opinione di sé stragrande, costumato, furbo”. Di Luigi scrive: “... è della categoria dei sedicenti letterati, regolare la condotta, pieno di sé; per esso non so che cosa sia la Chiesa; idee, non lo saprà neppure esso.”

### La sospensionea divinis
Nel mese di gennaio 1878, circa un mese dopo la visita pastorale del Vescovo, si tiene nella chiesa del Castello, in collaborazione tra le autorità civili e religiose, un ufficio funebre per la morte di Vittorio Emanuele II. Il Municipio fa erigere nella chiesa un maestoso catafalco; sulla facciata ed all'interno sono esposte numerose epigrafi scritte da don Luigi. Il discorso commemorativo, sebbene il vescovo abbia proibito qualunque discorso funebre, è tenuto dallo stesso Parazzi. Nel suo discorso non ha timore di esaltare l'italianità di Roma, nonostante la Chiesa non l'accetti come fatto compiuto, e l'impresa dei Mille. Ribadisce inoltre le sue convinzioni antitemporaliste, affermando che il Re ha ricevuto da Dio l'opportunità di «levar dalle spalle affaticate del Pontefice, l’ultimo brandello di una real clamide logora». Il suo discorso, poi pubblicato a cura del Comune, viene ritenuto dal vescovo offensivo per il papato e per la Chiesa. Nel mese di marzo si tiene a Viadana una grande cerimonia religiosa per la morte di Pio IX, avvenuta il 7 febbraio; com'era accaduto per l'ufficio funebre per Vittorio Emanuele II, vi partecipano tutte le autorità civili e religiose. Il 20 marzo il vescovo Geremia Bonomelli lo sospende a divinis per quindici giorni e successivamente, con altro decreto dell'11 aprile, in perpetuo o fino alla ritrattazione di quanto era stato pubblicato, per aver pronunciato nel discorso in morte del Re parole ingiuriose contro la Santa Sede ed il Papa. L'avvenimento suscita commenti e polemiche anche sulla stampa, dà forza agli anticlericali e provoca smarrimento fra i cattolici. I giornali anticlericali e liberali si schierano a sua difesa contro il Vescovo, così come le autorità civili. Mentre i giornali cattolici intransigenti prendono posizione contro di lui. Dopo due mesi la sospensione viene revocata; in seguito a ciò si riaccende la polemica da parte dei suoi precedenti sostenitori che lo accusano di ritrattazione, come a es. «La Favilla» di Mantova. A difesa intervengono anche i due fratelli Achille e Pietro con un articolo sullo stesso giornale. Luigi pubblica e fa circolare una lettera indirizzata Ai miei benevoli spiegando che era uscito dalla controversia con la sua dignità integra. In risposta però il giornale diocesano «La buona famiglia» pubblica una dichiarazione del cancelliere vescovile che conferma che don Luigi Parazzi sia a voce che per iscritto di fronte a testimoni ha fatto la ritrattazione impostagli dal vescovo. Dopo questa dichiarazione a Viadana viene pubblicato un libello a firma “Lo zingaro” intitolato La morte civile del professor cavalier don Luigi Parazzi, che ha l'intento di smascherare il suo tentativo di fare apparire la ritrattazione un atto compiuto come sacerdote e non come uomo.
Secondo Ernesto Barilli mentre la stampa si era divisa per vituperarlo o per esaltarlo, egli aveva fatto ricorso alla sacra Congregazione dei vescovi presso la Curia romana rilevando l'illegittimità dei due decreti, in quanto era mancata la contestazione degli addebiti ed un regolare processo canonicov. Inoltre riportava il testo della ritrattazione imposta da Bonomelli e la dichiarazione con la quale Parazzi si sarebbe rifiutato di firmare perché ciò avrebbe significato rinnegare ed uccidere la Patria, divenuta una, libera e indipendente per legge storica, che era anche legge di Provvidenza. In una lettera del 13 luglio scrive: «Dio mi ha voluto infermo di cardite, talvolta sì acerba che pare togliermi la mente»vi.
Nel 1881 a Firenze si tiene un Comitato promotore del partito conservatore regionale promosso dai cattolici liberali che cercano di risolvere il problema dei rapporti con lo Stato dopo il non expedit del 1874. Tra questi Augusto Conti, Cesare Cantù ed altri, che attraverso il periodico «La Rassegna Nazionale» (cui collabora anche Parazzi), che dal 1879 era divenuto l'organo dei cattolici transigenti, sostengono la necessità di un partito cattolico conservatore contro lo spirito sovversivo dilagante.
Nel 1882 viene approvata la riforma elettorale e si tengono nuove elezioni politiche. La maggioranza che reggeva il governo Depretis esce dalle elezioni indebolita. La maggior parte del clero iscritto alle liste elettorali non si presenta alle urne; pochissimi sacerdoti però, fra i quali Antonio e Luigi Parazzi, esprimono il loro voto nonostante il non expedit. Alla lotta politica i cattolici viadanesi partecipano indirettamente tramite la Costituzionale con Luciano Dall'Argine, che era un fabbriciere, e con alcuni sacerdoti liberali. Parazzi ottiene il rinnovo dell'incarico di professore di Italiano per altri 5 anni. Nel 1885 redige un resoconto morale della sua gestione di delegato scolastico mandamentale dal 1877 fin a quest'ultimo anno; da ciò si arguisce che ha continuato ad esercitare la carica, nonostante le dimissioni del 1877.
Il 26 gennaio 1887 si consuma la sconfitta italiana nella battaglia di Dogali in Eritrea con la morte di tutti i militari. Questa tragica disfatta sembra portare una schiarita nell'annoso problema dei rapporti tra Stato e Chiesa. Dopo circa tre lustri le autorità civili riprendono a partecipare alle celebrazioni religiose che si tengono per la circostanza. Per i fratelli Parazzi l'eroismo civile santifica il sacrificio e riscatta i martiri alla pace eterna. Essi possono ora celebrare un avvenimento civile senza il rischio di incorrere nelle sanzioni del loro vescovo. Infatti Antonio tiene il discorso commemorativo, mentre Luigi detta alcune epigrafi. È ormai finita la lunga e sofferta discordia col vescovo Bonomelli, il quale è divenuto uno dei principali sostenitori della conciliazione fra Stato e Chiesa. Con il fatto di Dogali gran parte del clero sembra scoprire l'amore per la patria: su questo sentimento la Chiesa e lo Stato cercano di favorire un punto di incontro con le celebrazioni religiose che accomunano il clero con le autorità civili. Quello della conciliazione fra Stato e Chiesa era sempre stato il pensiero centrale dei due fratelli Parazzi. In quell'anno ottiene il rinnovo dell'incarico di professore di Italiano per altri 5 anni.
Il 14 ottobre 1892 tutta Viadana è in lutto per la morte di Cesare Vigna. Sulla facciata della chiesa spicca un'epigrafe scritta da Parazzi. Ottiene il rinnovo dell'incarico di professore di Italiano per altri 5 anni. Il 4 dicembre viene nominato socio dell'Accademia Virgiliana di Mantova. Nel 1894 lamenta: «Atonia dei nervi che non mi lascia» e «La mala disposizione della mano destra»; stanco per le fatiche scolastiche, va in soggiorno climatico ad Azzio, in provincia di Varese, un paese a 400 metri di altitudine. Il 17 settembre tiene una conferenza all'Accademia Virgiliana di Mantova, di cui è socio, sul tema Virgilio e il patetico di moralità.
Nel 1895 scrive che: «Per dar tono ai nervi fo uso della corrente elettrica». Forse anche per curarsi tutti gli anni durante le vacanze estive si reca sulle montagne del pistoiese, come riporta Ernesto Barilli, secondo il quale la motivazione è anche quella di sentir parlare la lingua toscana, essendo un purista fedelissimo di Alessandro Manzoni. E non è un caso forse che l'unico ritratto fotografico che possediamo di Parazzi, eseguito in studio, come fondale presenta un paesaggio montano. Nel 1897 ottiene il rinnovo dell'incarico di professore di Italiano per altri 5 anni.
Nel 1900 viene nominato economo spirituale della chiesa di S. Maria Assunta e S. Cristoforo in Castello. In tale veste, in seguito all'assassinio del re Umberto I, invia una lettera al Sindaco diretta ad ottenere un contributo del Comune per una cerimonia funebre in memoria del re assassinato. Ma il Consiglio Comunale approva un ordine del giorno che non solo nega tale contributo, ma anche dispone che il Comune non parteciperà con propri rappresentanti alla cerimonia. L'orazione funebre in memoria del Re viene tenuta il 12 agosto dallo stesso Parazzi. Partecipano invece rappresentanze governative, ufficiali in congedo, la Società Operaia e quella dei reduci. Viene allestito un catafalco ed esposte varie epigrafi inneggianti al Re, dettate da Parazzi.
In seguito alla morte del fratello Antonio, avvenuta nel 1899, accetta l'incarico di Ispettore dei monumenti per un solo anno. A causa dell'elezione nel mese di dicembre della nuova giunta di sinistra retta dal Sindaco Ernesto Sanfelici, si dimette da direttore degli asili.

### Il nuovo secolo
Il 24 giugno 1901 il Consiglio Comunale lo nomina direttore del Museo Civico. L'anno dopo ottiene il rinnovo dell'incarico di professore di Italiano per altri 10 anni. Durante l'anno scolastico 1905-1906 rinuncia all'insegnamento per ragioni di età; in effetti ha 71 anni. Viene sostituito dalla prof. Storti Azzoni di Cicognara, che lo sostituirà anche alla direzione della Biblioteca Comunale dopo le sue dimissioni. Nel 1908 è membro della commissione per la valutazione del saggio finale degli allievi della Scuola comunale di musica, insieme al prof. Tullo Cavalca. Il 30 settembre 1912 rassegna le dimissioni da direttore della Biblioteca Comunale «per grave età».
In un clima di guerra imminente il giornale La Provincia di Mantova del 19 settembre 1914 annuncia la morte di Parazzi, avvenuta il 16 precedente: «La sua scomparsa è stata pianta dai viadanesi di qualunque partito perché l'estinto, oltre ad essere di gran cuore, era una mente eletta. Studiosissimo di cose storiche e letterarie lascia il suo nome legato a parecchie opere. Fu anche sincero e fervido patriota». Nel Consiglio Comunale del 20 settembre viene ricordato dal consigliere Baruffaldi che lo definisce «insegnante egregio della Scuola Tecnica e per le istituzioni che danno decoro e prestigio a Viadana quali il Museo e la Biblioteca comunale. Mi spiace che la Giunta non abbia sentito il dovere di inviare ai funerali una rappresentanza del Comune». Il sindaco socialista Eligio Ponchiroli gli risponde che ai funerali sono intervenuti gli insegnanti e gli alunni della Scuola Tecnica con la bandiera del Comune. Il Consiglio Comunale con delibera del 2 aprile 1915 accetta il legato, lasciato da Parazzi alla Biblioteca con proprio testamento olografo del 29 giugno 1910, di sessanta lire «in compenso dei pochi libri che, prestati sotto la mia volontà, o non furono restituiti o comunque andarono smarriti». Il 7 novembre 1920, in un periodo di particolare tensione sociale, il socialista Pietro Delfini è stato nominato sindaco da pochi giorni, poi sospeso dal Prefetto per le sue dichiarazioni in Consiglio Comunale, si tiene la commemorazione di Parazzi fatta nel Teatro Sociale dal viadanese professor Ernesto Barilli, provveditore agli studi per la provincia di Mantova, con l'inaugurazione di una lapide in ricordo del benemerito sacerdote.

## Opere
Selezione di alcuni scritti pubblicati in forma di monografia o estratti da riviste. Per l'elenco completo vedere la sezione: Collegamenti esterni.
- Parole dette nella solenne apertura della pubblica biblioteca di Viadana [il] 13 agosto 1862 dal sac. Luigi Parazzi bibliotecario della medesima e direttore spirituale nel Ginnasio parificato, Firenze, M. Cellini e C., 1862, pp. 23.
- Littrow Joseph Johann, Notizie d’un viaggio nella luna dell’astronomo G. Giovanni Littrow; con appendice e Misura del tempo studiata nei moti Celesti di Luigi Parazzi, Milano, M. Guigoni, 1872, pp. 190.
- Manzoni Alessandro, Pensieri e giudizi di Alessandro Manzoni raccolti dalle sue prose per cura di Luigi Parazzi, Milano, Fratelli Rechiedei, 1873, pp. 163.
- Commemorazione di Vittorio Emanuele II Re d'Italia pronunziata dal sac. Professore Luigi Parazzi nella chiesa arcipretale di Viadana il dì 24 gennaio 1878, Viadana, Tip. Remagni, 1878, pp. 15.
- Edmondo De Amicis e la sua poesia alla madre, Firenze, Tip. Cellini e C., [1878], pp. 14.
- Virgilio e il patetico di moralità, Mantova, stab. tip. lit. Giuseppe Mondovì, 1895, pp. 14.